# Fanny Grahn

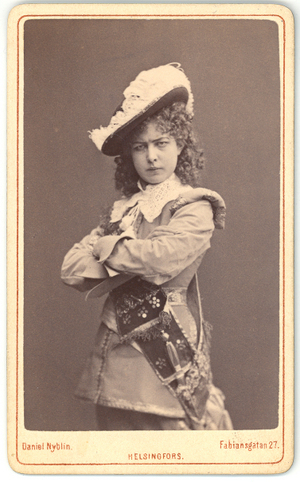
Fanny Grahn.

Fanny Maria Grahn, gift Sinebrychoff, född 24 oktober 1862 i Helsingfors, död där 27 april 1921, var en finländsk skådespelare. 
Grahn var en av de första inhemska artister som uppträdde på Nya Teatern på 1870- och 1880-talen. Redan som trettonårig skolflicka anställdes hon som korist och växte in i ensemblen. Mest känd blev hon i rollen som Karl XI i Fredrik Pacius Kung Karls jakt. Grahn hade uppträtt i 85 roller, när hon 1883 ingick äktenskap med kommerserådet Paul Sinebrychoff och lämnade en lovande bana. Hon ägnade sig sedan åt en omfattande välgörenhet och donerade 1921 makarnas stora konstsamlingar till staten.